# Черен петък (филм, 2023)
„Черен петък“ (на английски: Thanksgiving) е американски филм на ужасите от субжанра „слашър“ (в превод от англ. - „касапски“) от 2023 г. на режисьора Ели Рот, който е съсценарист със Джеф Рендел, и е копродуциран от Роджър Бирнбаум. Във филма участват Патрик Демпси, Адисън Рей, Майло Манхейм, Джейлън Томас Брукс, Нел Верлак, Рик Хофман и Джина Гершон. Премиерата на филма излиза в Съединените щати на 17 ноември 2023 г. от „ТрайСтар Пикчърс“.

## Актьорски състав
- Патрик Демпси – шериф Ерик Нютън
- Нел Верлак – Джесика
- Адисън Рей – Габи
- Джейлън Томас Брукс – Боби
- Майло Манхейм – Райън
- Рик Хофман – Томас Райт
- Джина Гершон – Аманда Колинс
- Томасо Санели – Ейвън
- Гейбриъл Дейвънпорт – Скуба
- Джена Уорън – Юлия
- Карън Клише – Катлийн
- Джеф Теравайнен – Брет Лабел
- Джордан Пул – Джейкъб
- Джо Делфин – Маккарти
- Тай Олсън – Мич Колинс
- Мика Амонсен – Лони
- Шейлин Грифин – Ейми
- Тим Дилън – Мани
- Аманда Бейкър – Лизи
- Крис Сандифорд – Дъг
- Дерек МакГрат – Кмет Кантин
- Лин Грифин – Бабата
- Адам Макдоналд – гласът на Адам Карвър

## Снимачен процес
Снимките се провеждат в Торонто и Хамилтън, Онтарио от 13 март до 5 май 2023 г.

## В България
В България филмът излиза по кината на 1 декември 2023 г. от „Форум Филм България“.